# Puchar Interkontynentalny w Lekkoatletyce 2018 – bieg na 200 m mężczyzn
Bieg na 200 metrów mężczyzn – jedna z konkurencji biegowych rozgrywana w ramach lekkoatletycznyego pucharu interkontynentalnego na Stadionie miejskim w Ostrawie-Witkowicach.

## Terminarz
Źródło: worldathletics.org.
| Data       | Godzina |
| ---------- | ------- |
| 8 września | 14:52   |

## Rekordy
Tabela prezentuje rekord świata, rekord pucharu interkontynentalnego, rekordy kontynentów oraz najlepszy wynik na listach światowych w sezonie 2018 przed rozpoczęciem mistrzostw.
|                                     | Zawodnik           | Wynik | Miejsce  | Data                      |
| ----------------------------------- | ------------------ | ----- | -------- | ------------------------- |
| Rekord świata                       | Usain Bolt         | 19,19 | Berlin   | 20 sierpnia 2009(dts)     |
| Listy światowe                      | Noah Lyles         | 19,65 | Monako   | 20 lipca 2018(dts)        |
| Rekord pucharu interkontynentalnego | Wallace Spearmon   | 19,87 | Ateny    | 17 września 2009(dts)     |
| Rekord Afryki                       | Frankie Fredericks | 19,68 | Atlanta  | 1 sierpnia 1996(dts)      |
| Rekord Azji                         | Femi Ogunode       | 19,97 | Bruksela | 11 września 2015(dts)     |
| Rekord Ameryki Północnej            | Usain Bolt         | 19,19 | Berlin   | 20 sierpnia 2009(dts)     |
| Rekord Ameryki Południowej          | Alonso Edward      | 19,81 | Berlin   | 20 sierpnia 2009(dts)     |
| Rekord Europy                       | Pietro Mennea      | 19,72 | Meksyk   | 12 września 1979(dts)     |
| Rekord Australii i Oceanii          | Peter Norman       | 20,06 | Meksyk   | 15 października 1968(dts) |

## Rezultaty
Źródło: worldathletics.org.
| Pozycja | Tor | Zawodnik         | Drużyna        | Czas  | Punkty | Uwagi |
| ------- | --- | ---------------- | -------------- | ----- | ------ | ----- |
| 1.      | 5   | Alonso Edward    | Ameryka        | 20,19 | 8      |       |
| 2.      | 4   | Ramil Guliyev    | Europa         | 20,28 | 7      |       |
| 3.      | 1   | Álex Quiñónez    | Ameryka        | 20,36 | 6      |       |
| 4.      | 3   | Yūki Koike       | Azja i Oceania | 20,57 | 5      |       |
| 5.      | 8   | Churandy Martina | Europa         | 20,68 | 4      |       |
| 6.      | 2   | Ncincihli Titi   | Afryka         | 20,78 | 3      |       |
| 7.      | 6   | Baboloki Thebe   | Afryka         | 20,79 | 2      | SB    |
| 8.      | 7   | Joseph Millar    | Azja i Oceania | 21,68 | 1      |       |

## Klasyfikacja drużynowa
Źródło:
| Miejsce | Drużyna        | Punkty indywidualne | Punkty drużynowe |
| ------- | -------------- | ------------------- | ---------------- |
| 1.      | Ameryka        | 14                  | 8                |
| 2.      | Europa         | 11                  | 6                |
| 3.      | Azja i Oceania | 6                   | 4                |
| 4.      | Afryka         | 5                   | 2                |